# Arvière-en-Valromey
Arvière-en-Valromey est une commune nouvelle française résultant de la fusion — au 1er janvier 2019 — des communes de Brénaz, Chavornay, Lochieu et Virieu-le-Petit, située dans le département de l'Ain en région Auvergne-Rhône-Alpes.

## Géographie

### Climat
Pour des articles plus généraux, voir Climat d'Auvergne-Rhône-Alpes et Climat de l'Ain.
En 2010, le climat de la commune est de type climat de montagne, selon une étude du CNRS s'appuyant sur une série de données couvrant la période 1971-2000. En 2020, Météo-France publie une typologie des climats de la France métropolitaine dans laquelle la commune est exposée à un climat de montagne ou de marges de montagne et est dans la région climatique Alpes du nord, caractérisée par une pluviométrie annuelle de 1 200 à 1 500 mm, irrégulièrement répartie en été.
Pour la période 1971-2000, la température annuelle moyenne est de 8,8 °C, avec une amplitude thermique annuelle de 17,2 °C. Le cumul annuel moyen de précipitations est de 1 542 mm, avec 11,4 jours de précipitations en janvier et 8,6 jours en juillet. Pour la période 1991-2020, la température moyenne annuelle observée sur la station météorologique de Météo-France la plus proche, « Sutrieu », sur la commune de Valromey-sur-Séran à 6 km à vol d'oiseau, est de 9,3 °C et le cumul annuel moyen de précipitations est de 1 413,2 mm,. Pour l'avenir, les paramètres climatiques de la commune estimés pour 2050 selon différents scénarios d'émission de gaz à effet de serre sont consultables sur un site dédié publié par Météo-France en novembre 2022.

## Urbanisme

### Typologie
Au 1er janvier 2024, Arvière-en-Valromey est catégorisée commune rurale à habitat dispersé, selon la nouvelle grille communale de densité à 7 niveaux définie par l'Insee en 2022.
Elle est située hors unité urbaine et hors attraction des villes,.

## Toponymie

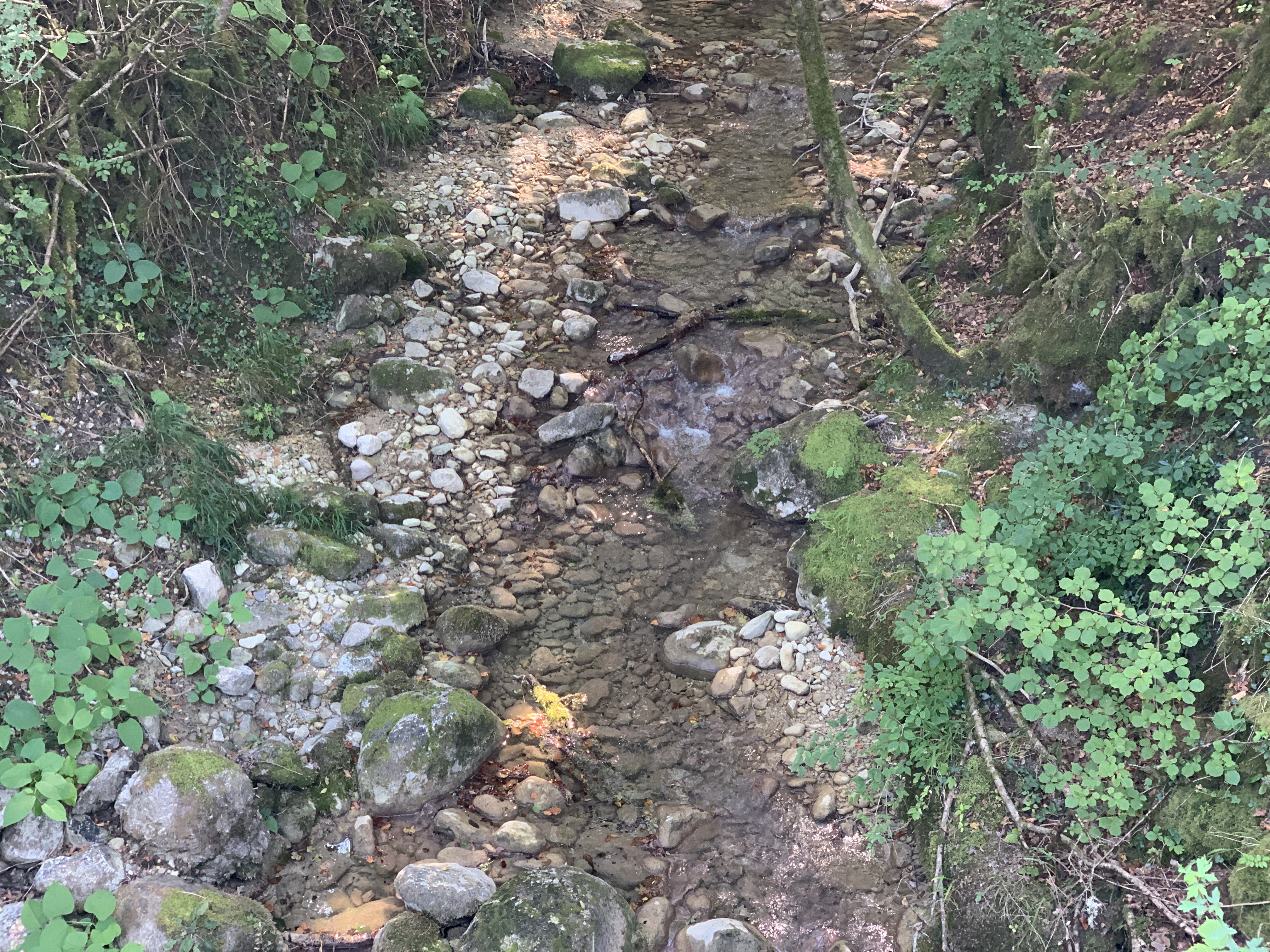
L'Arvière à la frontière entre Lochieu et Virieu-le-Petit.

Le nom de la commune est formé du nom Arvière qui est le nom de la rivière qui prend sa source à Brénaz et traverse dans Lochieu et Virieu-le-Petit. Le complément -en-Valromey indique la région dans laquelle est située la commune. Le Valromey du centre du Bugey est une vallée entre le plateau d'Hauteville, celui du Retord et le Grand Colombier. Son nom a aussi été utilisé pour nommer deux communes nouvelles : Haut Valromey et Valromey-sur-Séran.

## Histoire
La commune est créée au 1er janvier 2019 par un arrêté préfectoral du 17 décembre 2018.

## Politique et administration

### Découpage territorial
La commune d'Arvière-en-Valromey est membre de la communauté de communes Bugey Sud, un établissement public de coopération intercommunale (EPCI) à fiscalité propre créé le 1er janvier 2014 dont le siège est à Belley. Ce dernier est par ailleurs membre d'autres groupements intercommunaux.
Sur le plan administratif, elle est rattachée à l'arrondissement de Belley, au département de l'Ain et à la région Auvergne-Rhône-Alpes. Sur le plan électoral, elle dépend du  canton de Plateau d'Hauteville pour l'élection des conseillers départementaux, depuis le redécoupage cantonal de 2014 entré en vigueur en 2015, et de la cinquième circonscription de l'Ain  pour les élections législatives, depuis le dernier découpage électoral de 2010.

### Administration municipale

#### Communes déléguées
| Nom                     | Code Insee | Intercommunalité | Superficie (km2) | Population (dernière pop. légale) | Densité (hab./km2) |
| ----------------------- | ---------- | ---------------- | ---------------- | --------------------------------- | ------------------ |
| Virieu-le-Petit (siège) | 01453      | CC Bugey Sud     | 16,36            | 292 (2018)                        | 18                 |
| Brénaz                  | 01059      | CC Bugey Sud     | 9,79             | 105 (2018)                        | 11                 |
| Chavornay               | 01097      | CC Bugey Sud     | 7,77             | 226 (2018)                        | 29                 |
| Lochieu                 | 01218      | CC Bugey Sud     | 7,07             | 86 (2018)                         | 12                 |

#### Liste des maires
| Période | Période  | Identité      | Étiquette | Qualité |
| ------- | -------- | ------------- | --------- | ------- |
| 2019    | En cours | Annie Meuriau | UDI       |         |

## Population et société

### Démographie
L'évolution du nombre d'habitants est connue à travers les recensements de la population effectués dans la commune depuis sa création.
En 2022, la commune comptait 715 habitants, en évolution de −0,14 % par rapport à 2016 (Ain : +5,15 %, France hors Mayotte : +2,11 %).
| 2015 | 2020 | 2022 |
| ---- | ---- | ---- |
| 715  | 712  | 715  |

## Culture locale et patrimoine

### Lieux et monuments
- Musée départemental du Bugey-Valromey.
- Chartreuse d'Arvière.
- Col de la Biche.
- Église Saint-Martin de Brénaz.
- Église Saint-André de Chavornay.
- Église Notre-Dame-de-l'Assomption de Lochieu.
- Église Saint-Pierre de Virieu-le-Petit.